# Marco Medel
Marco Antonio Medel de la Fuente (* 30. Juni 1989 in Santiago) ist ein chilenischer Fußballspieler. Der Mittelfeldspieler bestritt ein Länderspiel für die chilenische Fußballnationalmannschaft und gewann auf Vereinsebene eine chilenische Meisterschaft.

## Karriere

### Verein
Marco Medel begann seine Karriere 2007 bei Audax Italiano und wurde ab 2009 zu einem wichtigen Spieler des Teams. 2011 ging er auf Leihbasis zu CSD Colo-Colo, wo er jedoch nicht überzeugen konnte und zu Audax zurückkehrte. Mitte 2014 verließ er Audax aufgrund von Vertragsproblemen und wechselte zunächst zum CD Huachipato, für den er nie spielte, weil der Verein verkauft wurde. Dadurch kam sein Wechsel zu den Santiago Wanderers zustande. Bei den Wanderers erreichte er seine beste Form und trug zur Vizemeisterschaft in der Apertura bei, was ihn in die chilenische Nationalmannschaft führte. Verletzungen prägten jedoch seine zweite Saison und Medel verließ den Verein nach einem Vorfall, bei dem er eine Einwechslung verweigerte.
Mitte 2015 wechselte Medel zur Universidad Católica, konnte aber trotz der gewonnenen Meisterschaft in der Clausura 2015/16 keinen bleibenden Eindruck hinterlassen und ging nach einem Jahr zu CD O’Higgins. Mitte 2017 kehrte er zu den Wanderers zurück und gewann die Copa Chile im selben Jahr. 2018 erlebte er mit den Wanderers den Abstieg in die Primera B, schaffte jedoch den direkten Wiederaufstieg. Im Jahr 2021 wechselte er zu CD Magallanes und im Folgejahr zu Deportes Copiapó, mit dem ihm der Aufstieg in die Primera División gelang. Nach dem Abstieg des Klubs 2024 gab er im Februar 2025 seinen Wechsel zu Drittligist Santiago City FC bekannt.

### Nationalmannschaft
Medel bestritt im Januar 2015 sein einziges Länderspiel für die Nationalmannschaft beim Freundschaftsspiel gegen USA. Er stand im vorläufigen Kader zur Copa América 2015, wurde aber letztlich nicht für das Turnier nominiert.

## Erfolge
Universidad Católica
- Chilenischer Meister: 2015/16-C

Santiago Wanderers
- Chilenischer Pokalsieger: 2017
- Chilenischer Zweitligameister: 2019